# Malek Miklós (zeneszerző)
Idősebb Malek Miklós (Budapest, 1945. június 3. –) Erkel Ferenc- és Máté Péter-díjas magyar zeneszerző, karmester. Felesége: Toldy Mária énekesnő, énektanár, lánya: Malek Andrea Máté Péter-díjas színésznő-énekes, fia: Malek Miklós dalszerző-producer.

## Életpályája
Az újpesti Könyves Kálmán Gimnáziumban tett sikeres érettségi vizsgát, ezután felvették a Liszt Ferenc Zeneművészeti Főiskola trombita szakára, ahol 1970-ben szerezte meg oklevelét mint Varasdi Frigyes növendéke. Tanult klasszikus zenét, de más műfajokat is kipróbált. A Ki mit tud? győztes Angyalföldi Dixieland Zenekarnak volt tagja 1963-ban, 1969-től pedig húsz éven keresztül dolgozott mint az Express zeneszerző-hangszerelője. 1969-ben kapta első hangszerelési díját a Táncdalfesztiválon, egyszersmind ezóta munkatársa a Magyar Rádiónak. 1983-tól a Madách Színházban is működött, itt főként Hofi Géza műsorainak zenei vezetőjeként ismerték. 1992 és 1999 között a Magyar Televíziónál is működött mint zenei vezető. Együtt dolgozott többek közt Hofi Gézával, Kovács Katival, Sztevanovity Zoránnal, Koós Jánossal, külföldön Caterina Valentével, Harold Faltermeyerrel, Helen Schneiderrel és Al Di Meolával.
Zeneszerzői tevékenysége mind a populáris, mind a nagyzenekari hangszerelésekre kiterjed, az ezredfordulótól szinte kizárólag szimfonikus darabokat ír. A Zeneszerzők Egyesületének (1990) és az Artisjus vezetőségének (1994) is tagja. A komponálás mellett hangszerelőként és karmesterként is dolgozik, művei számos nagylemezen és ötvennél több kislemezen hallhatók.
Felesége: Toldy Mária táncdalénekesnő. Gyermekeik: Andrea énekes-színésznő; Miklós zenész.

## Dalok
Hull az elsárgult levél, Lazítani, Söprik az utcát, Éjszakáról éjszakára, Macskaduett, Kell néha egy kis csavargás, Egy kiöregedett vadászkutya, Gondolj apádra, Szállj kék madár, Éjfél után, Egy jó kis dal, Sosem elég stb. stb.

## Megzenésített versek
- Ó jössz e már (Mihai Eminescu – Képes Géza – ea. Szécsi Pál)
- Robog a víz (Szécsi Margit – ea. Toldy Mária)
- Gyermekjáték (Szép Ernő  – ea. Malek Andrea)
- Prolog (Szenes Iván – ea. Malek Andrea)
- Mondd van valakid? (Szép Ernő – ea. Huszti Péter – Piros Ildikó)
- Én úgy szerettem volna élni (Szép Ernő – ea. Huszti Péter)
- Rivaldafény (Szenes Iván – ea. Kern András)

## Színházi zenék
- Tévedések vígjátéka (Madách Színház – 1978)
- Hofélia  (Madách Színház – Hofi Géza – 1983)
- Életem bére (Madách Színház – Hofi Géza – 1989)
- Valahol Európában (hangszerelés)
- Fame (karmester, 1994)

## Filmzenék
- Megalkuvó macskák (1979)
- Macskafogó 2. – A sátán macskája (2007)

## Szimfonikus karakterdarabjai
- Hívogató (1974)
- Angyalföld (1978)
- Kicsik és nagyok (1978)
- Ha felszáll a köd (1981)
- Téli mese (1982)
- Lepketánc (1983)
- Elégia (1984)
- Éjfél után (1985)
- Pas de deux (1986)
- Újpesti orgonák (1987)
- Walzer (1990)

## Szimfonikus művei
- Trombitaverseny (MR szimf.–Geiger Gy., 1998)
- Kürtverseny (MR szimf.–Varga Z., 2000)
- Harsonaverseny (MR szimf.– Hőna G., 2002) – a 2016-os nemzetközi harsonaverseny győztes darabja
- Carmen (cross over adaptáció – Horgas E., Al Di Meola, Malek A., Csengery A., BJO – 2003)
- Quo vadis – Concerto for Strings (2004)
- Mária (szimf.legenda -Hogas E., Al di Meola, Feke Pál, Bolyki Br., Fekete Kovács Kornél, Honvéd kórus, Danubia szimf. – 2005)
- Keserédes divertimento (concerto vonós zk.-ra MR szimf. 2008 )
- Klarinétverseny (Szepesi J.- MR szimf. 2009)
- Dunánál (kórusmű József. A versére 2009)
- Fagottverseny (Lakatos György – Magy. Kamarazenekar, 2010)
- Válasz nélkül – Hattyúdal (Oláh Vilmos-hegedűszólók, 2011)
- Hommage á H.G. (2012)
- Scherzo for Strings (Solti Gy. Kamarazenekar, 2013)
- Oboaverseny (Horváth B.– Solti Gy.Kamz., 2014)
- Fuvolaverseny (Drahos B.– Solti Gy.Kamz. 2015)
- Klezmer tánc vonósokra – Valse Triste (Solti Gy-Kamz. – Amirás Á. cello, 2016)
- Farewell (hárfa-cello duo,Bábel K,, Amirás Á., 2017)

## Díjai
- Táncdalfesztivál – Hangszerelési díj (1969)
- Pozsinyi Lyra fesztivál nagydíja (1974)
- Lyra-díj (1994)
- Fényes Szabolcs-díj (1996)
- EMeRTon-díj (2000) /Az év zenei alkotása/
- Erkel Ferenc-díj (2004)
- Artisjus-díj (2004)
- Story Érték díj (2006)
- Artisjus Életműdíj (2011)
- Szenes Iván-díj (2022)
- Máté Péter-díj (2025)

## Lemezei
- Malek Miklós: Kell néha egy kis csavargás (Hofi–Koós–Kovács K. Hungaroton HCD 16774
- Malek Miklós: Brass Concertos (Hungaroton, HCD 32249, 2003)
- Malek Miklós: Quo Vadis? Music for Strings and Clarinet MMCD001
- Malek Miklós: Woodwind Concertos 2017 MMCD002
- Malek Miklós: Dalok Andreával (Tom Tom Records 2019  TTCD331)
- Malek Miklós: A Piece Of My Life (Tom Tom Records 2024 TTCD 482)